# Théding
Ne doit pas être confondu avec Teting.
Théding [tedɛ̃] est une commune française située dans le département de la Moselle et le bassin de vie de la Moselle-Est, en région Grand Est.
Ses habitants sont appelés les Thédingeois.

## Géographie

### Situation - origine
Le village de Théding est situé sur le plateau calcaire qui surplombe la dépression sablonneuse du Warndt. Partant de cette dépression, à Cocheren, on monte par la vallée du Wimbrunnen, de 80 mètres, jusqu’à la source de ce ruisseau, entre autres causes, à l’origine de la création du village. Le village est niché au pied du Thedingerberg, deuxième point culminant de la région avec 378 mètres, après le Kelsberg d’Oeting qui culmine à 387 mètres d’altitude. Ainsi, Théding est protégé des vents du nord par cette colline, qui offre son flanc sud dont l’exposition a permis, jusqu’au siècle dernier, l’exploitation d’un vignoble.
Théding jouit d’une situation privilégiée par rapport aux centres urbains les plus attractifs, à savoir Saint-Avold, Forbach, Sarreguemines et Freyming-Merlebach distants de 13 kilomètres au plus.

### Accès
Théding est traversée par deux routes départementales :
- le CD 30, ou route des étangs, qui est emprunté par les populations des agglomérations forbachoise et sarroise désireuses de se rendre aux étangs de la ligne Maginot ;
- le CD 910, ancienne route nationale déclassée, qui relie Saint-Avold à Sarreguemines.

Enfin, grâce à la bretelle de Farébersviller, les Thédingeois sont à 2,5 kilomètres de l’autoroute de l'Est qui relie Metz à Strasbourg.

### Superficie
Le ban de Théding recouvre 813 hectares dont 240 hectares de bois et 80 hectares urbanisés. Son étendue en fait la 4e commune du canton de Forbach pour l’importance de son ban. Théding a bénéficié de la destruction totale du village voisin de Guirling, dont les terres ont été vendues en 1663 aux habitants de Théding après les ravages de la guerre de Trente Ans.

### Communes limitrophes
| Cocheren       |              | Folkling  |
|                | Théding      | Tenteling |
| Farebersviller | Farschviller | Diebling  |

### Hydrographie

#### Réseau hydrographique
La commune est située dans le bassin versant du Rhin au sein du bassin Rhin-Meuse. Elle est drainée par le ruisseau le Wimbornbach.

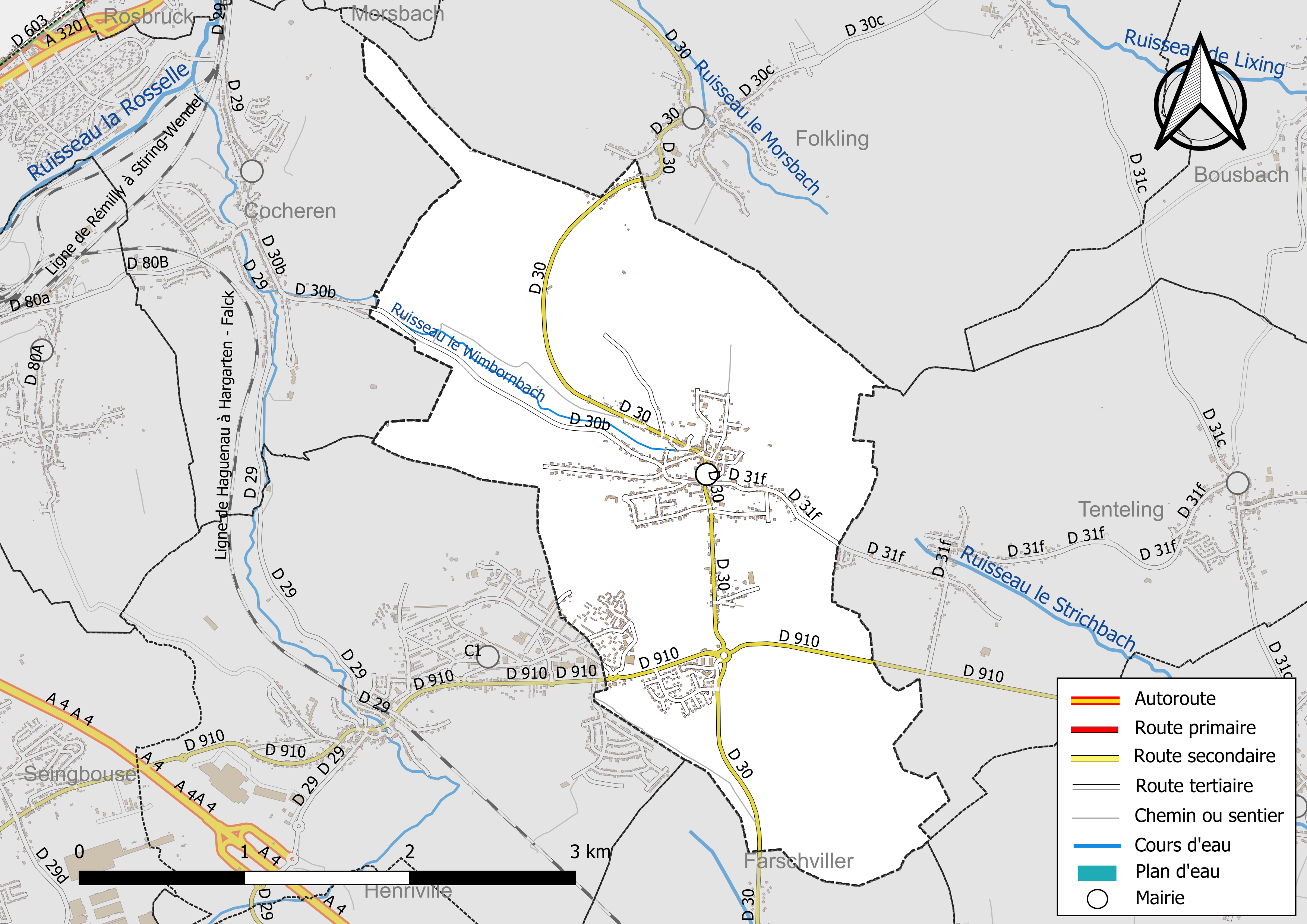
Réseaux hydrographique et routier de Théding.

#### Gestion et qualité des eaux
Le territoire communal est couvert par le schéma d'aménagement et de gestion des eaux (SAGE) « Bassin Houiller ». Ce document de planification, dont le territoire est approximativement délimité par un triangle formé par les villes de Creutzwald, Faulquemont et Forbach, d'une superficie de 576 km2, a été approuvé le 27 octobre 2017. La structure porteuse de l'élaboration et de la mise en œuvre est la région Grand Est. Il définit sur son territoire les objectifs généraux d’utilisation, de mise en valeur et de protection quantitative et qualitative des ressources en eau superficielle et souterraine, en respect des objectifs de qualité définis dans le SDAGE  du Bassin Rhin-Meuse.

### Climat
Pour des articles plus généraux, voir Climat du Grand Est et Climat de la Moselle.
En 2010, le climat de la commune est de type climat des marges montargnardes, selon une étude du Centre national de la recherche scientifique s'appuyant sur une série de données couvrant la période 1971-2000. En 2020, Météo-France publie une typologie des climats de la France métropolitaine dans laquelle la commune est exposée à un climat semi-continental et est dans la région climatique  Lorraine, plateau de Langres, Morvan, caractérisée par un hiver rude (1,5 °C), des vents modérés et des brouillards fréquents en automne et hiver. 
Pour la période 1971-2000, la température annuelle moyenne est de 9,5 °C, avec une amplitude thermique annuelle de 17,1 °C. Le cumul annuel moyen de précipitations est de 932 mm, avec 11,5 jours de précipitations en janvier et 9,8 jours en juillet. Pour la période 1991-2020, la température moyenne annuelle observée sur la station météorologique de Météo-France la plus proche, « Seingbouse », sur la commune de Seingbouse à 5 km à vol d'oiseau, est de 10,5 °C et le cumul annuel moyen de précipitations est de 731,4 mm. 
La température maximale relevée sur cette station est de 37,9 °C, atteinte le 25 juillet 2019 ; la température minimale est de −17 °C, atteinte le 20 décembre 2009,,. 
Les paramètres climatiques de la commune ont été estimés pour le milieu du siècle (2041-2070) selon différents scénarios d'émission de gaz à effet de serre à partir des nouvelles projections climatiques de référence DRIAS-2020. Ils sont consultables sur un site dédié publié par Météo-France en novembre 2022.

## Urbanisme

### Typologie
Au 1er janvier 2024, Théding est catégorisée ceinture urbaine, selon la nouvelle grille communale de densité à sept niveaux définie par l'Insee en 2022.
Elle appartient à l'unité urbaine de Farébersviller, une agglomération intra-départementale regroupant deux  communes, dont elle est une commune de la banlieue,,. Par ailleurs la commune fait partie de l'aire d'attraction de Forbach (partie française), dont elle est une commune de la couronne,. Cette aire, qui regroupe 10 communes, est catégorisée dans les aires de moins de 50 000 habitants,.

### Occupation des sols
L'occupation des sols de la commune, telle qu'elle ressort de la base de données européenne d’occupation biophysique des sols Corine Land Cover (CLC), est marquée par l'importance des territoires agricoles (56,1 % en 2018), en diminution par rapport à 1990 (59,7 %). La répartition détaillée en 2018 est la suivante : 
zones agricoles hétérogènes (45,8 %), forêts (28,9 %), zones urbanisées (15,1 %), terres arables (10,2 %). L'évolution de l’occupation des sols de la commune et de ses infrastructures peut être observée sur les différentes représentations cartographiques du territoire : la carte de Cassini (XVIIIe siècle), la carte d'état-major (1820-1866) et les cartes ou photos aériennes de l'IGN pour la période actuelle (1950 à aujourd'hui).

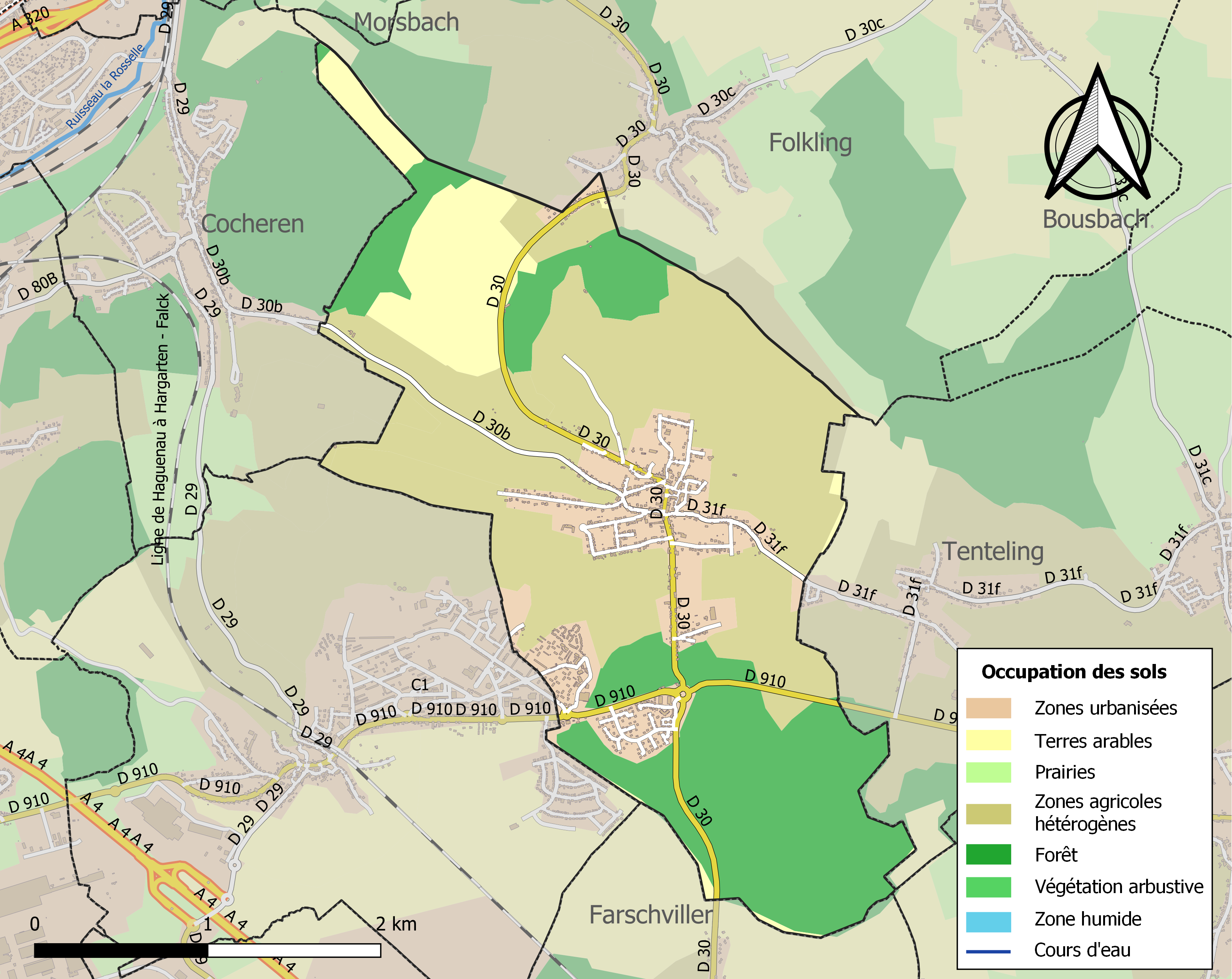
Carte des infrastructures et de l'occupation des sols de la commune en 2018 (CLC).

## Toponymie
- D'un nom de personne germanique, Tatto + -ingen[16].
- Anciens noms[17] : Tatinga & Tetinga (1252), Theitinga (1275), Teitinga (1292), Thetinga (1304), Thetingen (1324), Tædingen (1365), Thedingen (1429), Tedingen (1544), Teding (1684), Theding (1751 et 1793), Tetting (1756), Thedingen (1871-1918).
- En francique rhénan : Thädinge. En allemand : Thedingen.

## Histoire
Théding dépendait de l'ancien duché de Lorraine.
Il y avait près de Théding un château fort que l'on appelait Hierappel.
En 1663, Le ban de l'ancien village de Guirlingen (ou Girlingen) a été vendu en parcelles aux habitants de Théding.
Le comte Guillaume Henri de Nassau-Sarrebruck y fit bâtir l'église Sainte-Marguerite en 1765.

## Politique et administration
| Période                                  | Période   | Identité              | Étiquette | Qualité             |
| ---------------------------------------- | --------- | --------------------- | --------- | ------------------- |
| 1667                                     |           | Johannes Hans Metzger |           |                     |
| 1945                                     | 1971      | Nicolas Formery       |           |                     |
| mars 1971                                | mars 1983 | Marcel Thirion        | RPR       |                     |
| mars 1983                                | mars 2008 | René Hirth            | DVG       |                     |
| mars 2008                                | En cours  | Jean-Paul Hilpert     | DVD       | Enseignant retraité |
| Les données manquantes sont à compléter. |           |                       |           |                     |

## Démographie
L'évolution du nombre d'habitants est connue à travers les recensements de la population effectués dans la commune depuis 1793. Pour les communes de moins de 10 000 habitants, une enquête de recensement portant sur toute la population est réalisée tous les cinq ans, les populations de référence des années intermédiaires étant quant à elles estimées par interpolation ou extrapolation. Pour la commune, le premier recensement exhaustif entrant dans le cadre du nouveau dispositif a été réalisé en 2004.

En 2022, la commune comptait 2 424 habitants, en évolution de −3,62 % par rapport à 2016 (Moselle : +0,52 %, France hors Mayotte : +2,11 %).
| 1793 | 1800 | 1806 | 1821 | 1836 | 1841 | 1861 | 1866 | 1871 |
| ---- | ---- | ---- | ---- | ---- | ---- | ---- | ---- | ---- |
| 453  | 528  | 427  | 727  | 694  | 636  | 632  | 639  | 632  |

| 1875 | 1880 | 1885 | 1890 | 1895 | 1900 | 1905 | 1910 | 1921 |
| ---- | ---- | ---- | ---- | ---- | ---- | ---- | ---- | ---- |
| 602  | 573  | 554  | 576  | 572  | 578  | 606  | 648  | 658  |

| 1926 | 1931 | 1936 | 1946 | 1954 | 1962  | 1968  | 1975  | 1982  |
| ---- | ---- | ---- | ---- | ---- | ----- | ----- | ----- | ----- |
| 681  | 700  | 717  | 690  | 751  | 1 127 | 1 559 | 1 561 | 1 761 |

| 1990  | 1999  | 2004  | 2006  | 2009  | 2014  | 2019  | 2022  | - |
| ----- | ----- | ----- | ----- | ----- | ----- | ----- | ----- | - |
| 2 059 | 2 132 | 2 111 | 2 195 | 2 433 | 2 509 | 2 473 | 2 424 | - |

## Culture locale et patrimoine

### Lieux et monuments
- Église baroque Sainte-Marguerite (XVIIIe siècle).
- École primaire néo-baroque édifiée en 1903.
- Calvaires en grès des XVIIIe et XIXe siècles.
- Fontaines et un lavoir dit Brielsbuarre en francique rhénan et Brühlsbrunnen en allemand.
- Vestiges d'une grande villa romaine.
- Moulin de la Couronne (ou Kronen), connu également sous la dénomination francique Heimese Miel (moulin de la famille Heymes).
- Un site protégé conserve des orchidées sauvages.
- L'ancienne mine de gypse abrite cinq espèces de chauve-souris (grand murin, vespertilion de Bechstein, vespertilion de Daubenton, vespertilion à moustaches et oreillard) et fait partie depuis 2008 de la zone spéciale de conservation « site Natura 2000 Mines du Warndt »[23].
- Des faucons crécerelles nichent dans le grenier d'une ancienne ferme du village, nommés "les Faucons de Théding", une webcam filme en direct le nid des rapaces. La diffusion de cette webcam (avril à juillet) ainsi qu'une grande galerie photos et d'autres documents sur ces oiseaux sont disponibles sur le site internet des Faucons de Théding.

### Personnalités liées à la commune
- Heinrich von Thedingen, chevalier et Minnesänger (l'équivalent du trouvère ou du troubadour pour les pays de langue allemande) qui vécut au XIIIe siècle.
- Armand Jung, né le 13 décembre 1950 à Théding. Député du Bas-Rhin depuis 1997, il est vice-président du groupe d'études sur les langues régionales de l’Assemblée nationale et préside depuis 2013 le Conseil national de la sécurité routière (CNSR).
- Marina d'Amico, chanteuse, finaliste de la deuxième saison de X Factor et candidate de la troisième saison de The Voice, la plus belle voix'’ si toutefois il s’agit d’une personnalité, et qu’elle puisse être reliée à la commune[non neutre]
- Lissandro, chanteur vainqueur du concours eurovision junior 2022.

### Héraldique
| Blason de Théding | Blason  | D'azur au lion d'argent, couronné, armé et lampassé d'or, accompagné de trois alérions d'argent. |
| Blason de Théding | Détails | Le statut officiel du blason reste à déterminer.                                                 |